# Saint-Vincent-de-Connezac
Saint-Vincent-de-Connezac település Franciaországban, Dordogne megyében. Lakosainak száma 671 fő (2022. január 1.). Saint-Vincent-de-Connezac Saint-Sulpice-de-Roumagnac, Chantérac, Saint-Jean-d’Ataux, Beauronne, Saint-André-de-Double és Siorac-de-Ribérac községekkel határos.

## Népesség
A település népessége az elmúlt években az alábbi módon változott:
| Lakosok száma | 546  | 432  | 403  | 507  | 622  | 650  | 662  | 673  | 667  | 671  |
|               | 1968 | 1982 | 1990 | 2006 | 2013 | 2015 | 2017 | 2019 | 2020 | 2022 |